# Harding, Howell & Co.

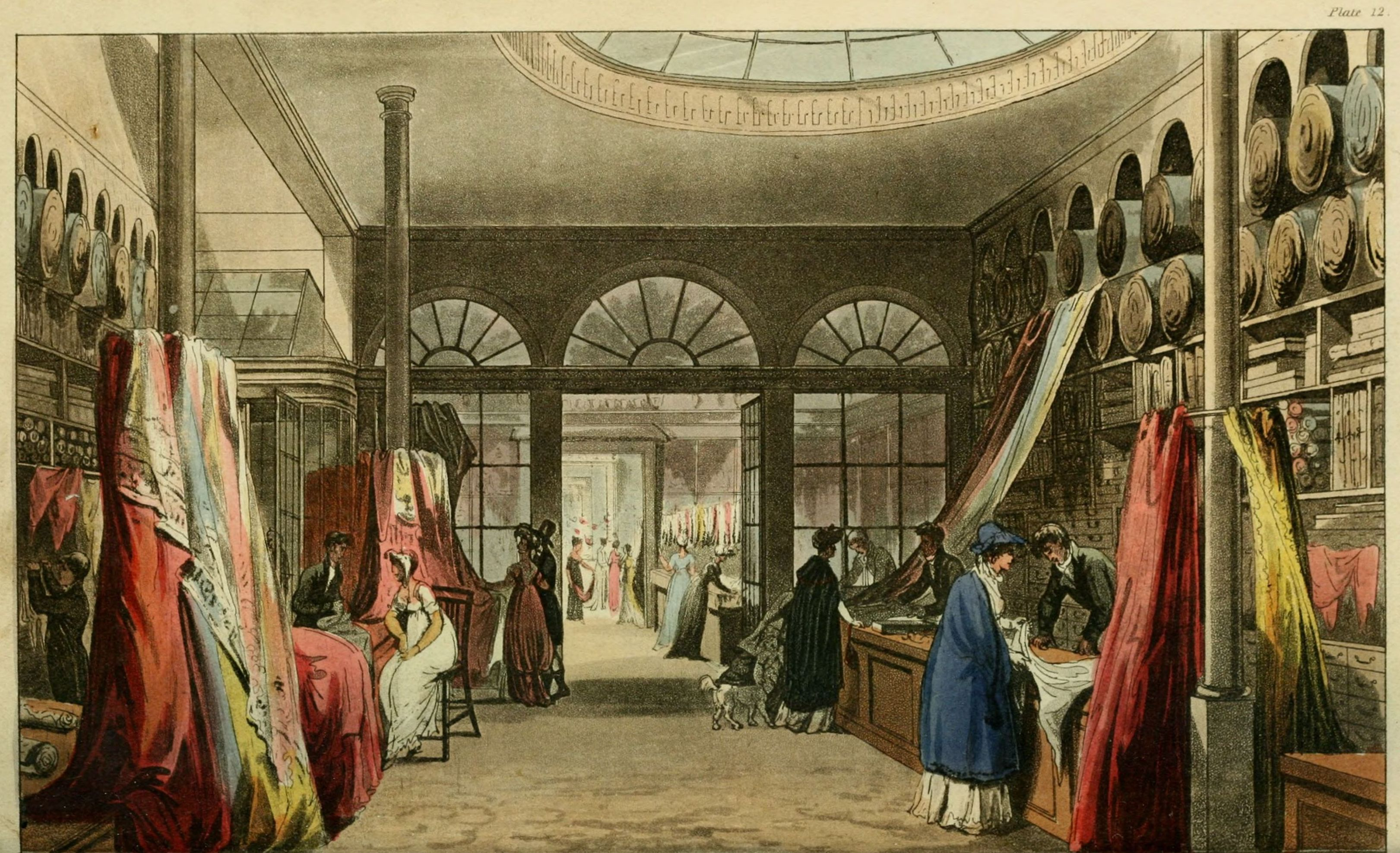
Harding, Howell & Co., een kanshebber voor de titel van eerste warenhuis ter wereld

Harding, Howell and Company's Grand Fashionable Magazine was een 18e-eeuws warenhuis aan Pall Mall 89 in St. James's, Londen. Het warenhuis was actief van 1796 tot 1820 en kan worden beschouwd als een voorloper van het moderne warenhuis.
De winkel was verdeeld in vier afdelingen, waar bont en waaiers, stoffen voor jurken, fournituren, sieraden en klokken, parfum en hoeden werden verkocht. 